# Gábor József (politikus)
Gábor József (Vác, 1893. június 7. – Budapest, 1964. október 1.) magyar kommunista politikus, kereskedelem- és közlekedésügyi miniszter, diplomata, nagykövet.

## Pályafutása
Gábor Sándor kocsis és Nagy Teréz fiaként született. Eredeti végzettsége festő és mázoló, tanonciskolát végzett. 1910-ben lépett be a Magyarországi Szociáldemokrata Pártba és az Építőmunkások Szakszervezetébe. Az első világháborúban 1915-ben esett orosz hadifogságba, 1917-ben a Vörös Hadsereg kötelékében vett részt a polgárháborúban, és belépett az Oroszországi Kommunista (bolsevik) Pártba (OK(b)P) is, 1919-ben a turkesztáni területi bizottság elnöke lett.
Részt vett a magyar–szovjet fogolycsere-akció tárgyalásain is. 1924-ben a Szovjetunió pekingi nagykövetségén kereskedelmi tanácsosként dolgozott, 1926–27-ben az ország távol-keleti városaiban kereskedelmi megbízott volt. Vlagyivosztokban Távol-keleti kereskedelmi kormánybiztossá nevezték ki, majd szovjet kereskedelmi vállalatoknál dolgozott. A második világháború alatt egy antifasiszta hadifogoly-iskola parancsnoka volt (Nyizsnyij Tagilban), majd a Vörös Hadsereggel tért vissza Magyarországra.
Az Ideiglenes Nemzeti Kormány (dálnoki Miklós Béla kormánya) első összetételében - kommunista voltára tekintettel - kapta meg a kereskedelem- és közlekedésügyi miniszteri tárcát, melyet 1944. december 22-től 1945. május 9-ig töltött be (utóda Gerő Ernő lett). Miniszteri munkájáról nincs pozitív vélekedés: Kállai Gyula Két világ határán című, 1984-ben megjelent könyvében így említi: A háborúban megmaradt vasúti kocsipark felett is sokkal inkább ő (ti. Vas Zoltán) rendelkezett, mint az egyébként szintén kommunista, de teljesen tehetetlen Gábor József közlekedésügyi miniszter. Hardi Róbert - a Kádár-korszak kereskedelmi "szürke eminenciása" - visszaemlékezése szerint Gábor József szorgalommal igyekezett pótolni a tehetsége hiányosságait: hajnaltól késő estig a minisztériumban volt. Ennek ellenére néhány hónap múlva elvették tőle a tárcát. De még maga Rákosi Mátyás is így beszélt 1945 nyarán erről az időszakról: e téren néha nagyon kockázatos kísérletekbe fogunk: olyan embereket irányítunk felelősségteljes posztokra, akikről nem tudjuk, hogyan dolgoznak. Néha nagyon melléfogunk. Ez történt a kereskedelmi miniszter esetében is, akit aztán leváltottunk.
A minisztérium után a Külkereskedelmi Hivatal elnöke, majd a Váci Kötöttárugyár igazgatója lett, 1944–1947 között pedig nemzetgyűlési képviselő is volt. 1950-ben rendkívüli követ és meghatalmazott miniszteri címet kapott, és 1950. augusztus 18-tól 1954. október 28-ig Magyarország ankarai nagykövetségét vezette követként, majd 1954. október 28-tól rendkívüli és meghatalmazott nagykövetként Bulgáriában a szófiai nagykövetséget vezette 1956. augusztus 8-ig. 1956. június 20-tól 1959. március 27-ig Magyarország prágai nagykövetségének (Csehszlovákia) nagykövetség vezetője volt. Kevéssel hazatérte után nyugdíjba vonult.
Hamvasztás előtti búcsúztatására 1964. október 5-én került sor a Farkasréti temetőben.

## Emlékezete
Egy évvel halála után Vácon az Ilona utcát és az ott található iskolát Gábor Józsefről nevezték el. Az iskola 1990 után Földváry Károly Általános Iskola nevet vette fel.